# Antelme Edouard Chaignet
Antelme-Edouard Chaignet (n. 9 septembrie 1819, Paris, Franța – d. 3 mai 1901, Poitiers, Poitou-Charentes, Franța) a fost istoric și profesor francez.

## Biografie
A predat filosofia și literatura veche la Facultatea de Litere din Poitiers și la Prytanee de la Fleche din Saint-Cyr.

## Traduceri în limba română
- Antelme E. Chaignet, "Filosofia lui Pitagora", Traducere din limba franceză: Gabriel Avram, Editura Herald, Colecția Cogito, București, 2012, 352 p., ISBN 978-973-111-269-5